# Чисте Поле (Лисковський район)
Чисте Поле (рос. Чистое Поле) — село в Лисковському районі Нижньогородської області Російської Федерації.
Населення становить 18 осіб. Входить до складу муніципального утворення Леньковська сільрада.

## Історія
Від 2009 року входить до складу муніципального утворення Леньковська сільрада.

## Населення
| 2002 | 2010 |
| ---- | ---- |
| 33   | ↘18  |